# Il salto alla coperta
Il salto alla coperta è un film dei fratelli Auguste e Louis Lumière, compreso tra i dieci film che vennero proiettati al primo spettacolo pubblico di cinematografo del 28 dicembre 1895 al Salon indien du Grand Café, al numero 14 del Boulevard des Capucines a Parigi.

## Trama
Il film mostra un acrobata che salta una coperta tenuta da quattro persone, mentre un gendarme sembra dirigere il tutto. Dopo i primi fallimenti, seguiti da una sculacciata o un calcio del gendarme, l'acrobata riesce a saltare per ben tre volte, per poi restare seduto sulla coperta. L'intento del film è essenzialmente quello di mostrare un movimento di figure e di creare un piccolo quadretto comico, con il personaggio che viene sgridato. Anche qui come ne Il volteggio compare un cagnolino bianco, il che farebbe pensare alla stessa ambientazione e forse agli stessi protagonisti.